# Ariel Rojas
Ariel Mauricio Rojas (Garín, 16 gennaio 1986) è un ex calciatore argentino, di ruolo centrocampista.

## Caratteristiche tecniche
È un esterno sinistro.

## Palmarès

### Club

#### Competizioni nazionali
- Campionato argentino: 1

River Plate: Final 2014